# إديسون بيتيت
إديسون بيتيت (بالإنجليزية: Edison Pettit) هو عالم فلك أمريكي، ولد في 22 سبتمبر 1889 في بيرو في الولايات المتحدة، وتوفي في 6 مايو 1962 في توسان في الولايات المتحدة.

## وصلات خارجية
- إديسون بيتيت على موقع الموسوعة البريطانية (الإنجليزية)